# إدوين كولز
إدوين كولز (بالإنجليزية: Edwin Cowles)‏ هو صحفي أمريكي، ولد في 1825 في Austinburg Township, Ohio ‏ في الولايات المتحدة، وتوفي في 1890.